# Jean-Paul Yontcha
Jean-Paul Yontcha (* 15. Mai 1983 in Yaoundé) ist ein kamerunischer ehemaliger Fußballspieler.

## Karriere
Yontcha begann seine Karriere zunächst in seinem Heimatland Kamerun, wo er bei zwischen 2000 und 2002 beim Sahel FC de Maroua, Sable FC de Batie und Tiko United im Seniorenbereich auflief.
Im Januar 2003 wechselte er schließlich nach Algerien, wo er sich CA Bordj Bou Arréridj anschloss. Dort gelangen ihm in der algerischen Division 1 in nur elf Spielen neun Treffer, was ihn zum besten ausländischen Torschützen der Spielzeit 2002/03 in Algerien machte.
Nach gut drei Jahren bei CA Bordj Bou Arréridj wechselte Yontcha im Januar 2006 zum al-Sadd SC nach Katar. Bereits am Ende der Spielzeit konnte er mit dem Verein den Gewinn der katarischen Meisterschaft sowie des Qatar Crown Prince Cups feiern.
Zur Saison 2006/07 wurde er zum Konkurrenten Al-Khor SC ausgeliehen, wo ihm acht Ligatreffer gelangen.
Nach seiner Zeit in Katar spielte Yontcha vorwiegend bei portugiesischen Clubs, mit einem kurzen Zwischenspiel in Albanien, bei KF Elbasani, im Jahr 2015.
Zuvor spielte der Stürmer bereits in der Saison 2008/09 in Rumänien beim CS Otopeni, mit dem er allerdings aus der Liga 1 abstieg.
Am  14. November 2012 debütierte er für die kamerunische Fußballnationalmannschaft im Freundschaftsspiel gegen Albanien. Dies blieb sein einziges Länderspiel.